# Dreankoveț
Dreankoveț (în bulgară Дрянковец) este un sat în Obștina Aitos, Regiunea Burgas, Bulgaria.

## Demografie
Componența etnică a satului Dreankoveț
     Turci (75,94%)
     Bulgari (22,15%)
     Nicio identificare (1,89%)
     Altele (0%)
La recensământul din 2011, populația satului Dreankoveț era de 158 locuitori. Din punct de vedere etnic, majoritatea locuitorilor (75,94%) erau turci, cu o minoritate de bulgari (22,15%). Pentru 1,89% din locuitori nu este cunoscută apartenența etnică.